# Истанбулчани
Истанбулчани или истанбулци са жителите на Истанбул, Турция. Това е списък на по-известните хора, свързани с града:

## Родени в Истанбул
- Абдул Азис (1830 – 1876), султан
- Абдул Хамид II (1842 – 1918), султан
- Ажда Пекан (р. 1946), певица
- Александра Пападопулу (1867 – 1906), гръцка учителка и писателка
- Али Кемал (1867 – 1922), политик
- Андроник II Палеолог (1260 – 1332), император
- Алеко Богориди (1822 – 1910), политик
- Александър Калимахи (1737 – 1821), политик
- Антиох Кантемир (1708 – 1744), руски поет
- Асадур Агупов, македоно-одрински опълченец, работник, неграмотен, Сярска чета[1]
- Асен Баликси (1929 – 2019), българо-канадски антрополог
- Борис Алексов, македоно-одрински опълченец, 19-годишен, търговец, 1 рота на 4 битолска дружина[2]
- Владимир Гика (1873 – 1954), румънски духовник
- Горазд (1872 – 1935), български църковен деец
- Дарон Аджемоглу (р. 1967), икономист
- Димитриос Катардзис (1730 – 1807), гръцки просветен деец
- Добри Филов (1861 – 1941), български политик и кмет на Варна
- Елия Казан (1909 – 2003), американски режисьор
- Зако Хеския (1922 – 2006), български кинорежисьор
- Калуст Гулбенкян (1869 – 1955), предприемач
- Константин VII Порфирогенет (905 – 959), император
- Къванч Татлъту (р. 1983), актьор
- Махмуд II (1785 – 1839), султан
- Мехмед IV (1642 – 1693), султан
- Мидхат паша (1822 – 1883), политик
- Микаел Агопян, македоно-одрински опълченец, 22-годишен, водопроводчик, ІІ клас, 12 лозенградска дружина[1]
- Михаил Керуларий (1000 – 1059), патриарх
- Каприел Норадункян (1852 – 1936), политик
- Осман III (1699 – 1757), султан
- Орхан Памук (р. 1952), писател
- Петър Зафиров (1899 – ?), български подполковник
- Решат Нури (1889 – 1956), писател
- Селим III (1761 – 1808), султан
- Сертаб Еренер (р. 1964), известна турска певица, победител на Евровизия 2003
- Стефанос Нацинас (1910 – 1976), гръцки политик, роден в Цариград и израснал в Солун
- Суат Аталик (р. 1964), шахматист
- Теодор Гълъбов (1870 – 1935), български стенограф
- Христо Силянов (1880 – 1939), български революционер и писател
- Христо Фотев (1934 – 2002), писател
- Юлиан (332 – 363), император
- Рейнмен, турски влогър и певец

## Починали в Истанбул
- Абдул Азис (1830 – 1876), султан
- Абдул Хамид II (1842 – 1918), султан
- Аврелиан (214 – 275), император
- Шефик Акер (1877 – 1964), генерал
- Анастасий I (430 – 518), император
- Андроник II Палеолог (1260 – 1332), император
- Антим Йерусалимски (1717 – 1808), йерусалимски патриарх
- Арий (256 – 336), египетски теолог
- Аркадий (377 – 408), император
- Кемал Ататюрк (1881 – 1938), политик
- Ибрахим Рефет Беле (1877 – 1963), генерал
- Стефан Богориди (1775 – 1859), държавник
- Вулфила (310 – 383), готски духовник
- Георги Вълкович (1833 – 1892), български лекар и политик
- Ахмед Дервиш (1883 – 1932), генерал
- Зеки паша (1862 – 1943), офицер
- Иларион Макариополски (1812 – 1875), български духовник
- Йоан I Цимисхи (925 – 976), император
- Константин VII Порфирогенет (905 – 959), император
- Александра Лисовска (1510 – 1558), валиде султан
- Лъв V Арменец (775 – 820), император
- Лъв VI Философ (866 – 912), император
- Махмуд II (1785 – 1839), султан
- Димитър Миладинов (1810 – 1862), български фолклорист
- Константин Миладинов (1830 – 1862), български фолклорист
- Мелетий Велешки (1968 – 1924), български духовник, велешки епископ
- Михришах валиде султан (1745 – 1805), валиде султан
- Адам Мицкевич (1798 – 1855), полски поет
- Дарио Морено (1921 – 1968), певец и актьор
- Никифор Охридчанин (?-1770), български духовник
- Осман III (1699 – 1957), султан
- Осман паша (1832 – 1900), офицер
- Мануш Романов (1928 – 2004), български общественик
- Савин (?-?), български хан
- Селим III (1761 – 1808), султан
- Ахмед Сойдемир (1883 – 1954), генерал
- Сами Фрашъри (1850 – 1904), албански писател
- Хюсеин Тефик паша (1833 – 1901), политик и математик
- Ситки Юке (1876 – 1941), генерал
- Юстиниан I (483 – 565), император

## Други личности, свързани с Истанбул
- Христо Тъпчилещов (1808-1875), калоферец, влиятелен търговец – Балкапан хан (1854-1875)
- Никола Тъпчилещов (1817-1895), калоферец, влиятелен търговец – Балкапан хан (1854-1878)
- Никола Аврамов (1823-1900), калоферец, едър търговец – Балкапан хан (1854-1876)
- Александър Екзарх (1810-1891), български общественик, живее в града през 1848-1866
- Марко Балабанов (1837-1921), български политик, живее в града през 1870-1877
- Димитър Благоев (1856-1924), български политик, учи в града през 1871-1874
- Константин Величков (1855-1907), български писател, завършва Френския лицей през 1874 и живее в града през 1891-1894
- Добри Войников (1833-1878), български писател, завършва Френския лицей през 1858
- Всеволод III (1154-1212), велик княз на Владимир-Суздал, живее в града през 1160-те
- Николай Игнатиев (1832-1908), руски дипломат, посланик през 1864-1877
- Георги Измирлиев (1851-1876), български революционер, учи в града през 1868-1873
- Тодор Каблешков (1851-1876), български революционер, учи в града през 1868-1871
- Калоян (1168-1207), български цар, живее в града през 1187-1189
- Трайко Китанчев (1858-1895), български революционер, учи в града през 1869-1874
- Кубрат (?-668), български хан, живее в града през 620-те
- Георги Кьосеиванов (1884-1960), български дипломат, работи в града през 1913-1915
- Александър Людсканов (1854-1922), български политик, завършва Робърт колеж през 1870-1875
- Михаил Маджаров (1854-1944), български политик, завършва Робърт колеж през 1877
- Стоян Михайловски (1856-1927), български писател, завършва Френския лицей през 1872
- Константин Муравиев (1893-1965), български политик, завършва Робърт колеж през 1912
- Григор Начович (1845-1920), български политик, посланик през 1903-1906
- Стефан Панаретов (1853-1931), български дипломат, живее в града от 1860-те до 1914
- Тодор Пеев (1842-1904), български революционер, завършва Френския лицей през 1842-1904
- Симеон Радев (1879-1967), български писател, завършва Френския лицей през 1890-те
- Георги Раковски (1821-1867), български революционер, учи в града през 1837-1841
- Михаил Сарафов (1854-1924), български политик, посланик през 1909-1913
- Симеон I (864-927), български цар, живее в града през 880-те
- Петко Славейков (1827-1895), български писател, живее в града през 1863-1874
- Иван Снегаров (1883-1971), български историк, живее в града през 1900-1907